# フランセリーノ・マツザレム
マトゥザレム (Matuzalém) ことフランセリーノ・マトゥザレム・ダ・シウヴァ（Francelino Matuzalém da Silva, 1980年6月10日 - ）は、ブラジル・リオグランデ・ド・ノルテ州ナタウ出身の元サッカー選手。現役時代のポジションはミッドフィールダー。

## 経歴

### キャリア初期
1999年夏にECヴィトーリアを離れ、パルマFCとの共同保有でSSCナポリへ移籍
。加入初年度にクラブのセリエA昇格を経験する。同クラブには2シーズン所属し、リーグ戦52試合に出場した。

### ピアチェンツァ
2001年夏にパルマが保有権を買い取り、すぐにアマウリらと共にピアチェンツァ・カルチョへ共同保有で加入。ナポリ時代に続きワルテル・ノヴェッリーノの指揮を受け、8月26日のSSラツィオ戦 (1-1) ではクラブ史上において外国人選手初となるゴールを挙げた。

### ブレシア
シーズン終了後にパルマが再び保有権を買い戻すと、ブレシア・カルチョへレンタルとなった。カルロ・マッツォーネ監督の下リーグ戦30試合に出場すると、翌年よりブレシアに完全移籍した。同クラブではロベルト・バッジョ、ルイジ・ディ・ビアジョ、ルカ・トーニらと共にプレー。バッジョの現役最後の試合となった2004年5月16日のACミラン戦では2得点を挙げた。

### シャフタール
2004年夏、移籍金1400万ユーロでウクライナ・プレミアリーグのFCシャフタール・ドネツクへ移籍。ミルチェア・ルチェスクに率いられた在籍中の3年間で、2度のリーグ優勝を経験する。
2006-07シーズンは、退団したアナトリー・ティモシュチュクの後を継ぎキャプテンとしてチームを牽引した。2007年3月15日に行われたUEFAカップ2回戦・セビージャFCとの第2戦ではオーバーヘッドによる先制点を挙げたが、チームは延長の末逆転を許し敗退した。シーズン終了後、クラブの年間最優秀選手に選出された。

### サラゴサ
USチッタ・ディ・パレルモやトリノFC、SSCナポリなどからオファーが届いたが、2007年7月18日にプリメーラ・ディビシオンのレアル・サラゴサと3年契約を締結した。9月26日のFCバルセロナ戦でトゥーレ・ヤヤのタックルを受け、左膝内側側副靭帯の断裂及び後脛骨の挫傷により全治2か月と診断された。2008年3月に復帰しレギュラーとして14試合に出場したが、クラブは2部に降格した。

### イタリア復帰
サラゴサの降格に伴い、2008年7月17日にSSラツィオへ買い取りオプション付きでシーズンローンとなった。シーズンを通して負傷に悩まされながらも、クリスティアン・レデスマと中盤を形成した。
2009年5月19日、サラゴサへの移籍の際にシャフタールとの契約を一方的に破棄したとして、本人及びサラゴサに対してシャフタールへ1200万ユーロの移籍金を支払うようスポーツ仲裁裁判所から裁定を受けた。
UCサンプドリアとのコッパ・イタリア決勝戦は累積警告による出場停止のため欠場したが、クラブは優勝を収めた。8月8日に開催されたスーペルコッパ・イタリアーナのインテルナツィオナーレ・ミラノ戦では、61分に先制点を挙げ2-1で勝利。クラブのシーズン2冠に貢献した。
シーズン終了後にラツィオはオプションを行使する意向を示したが、フアン・パブロ・カリーソの獲得を希望するサラゴサとの交渉が難航。最終的に両者をトレードする形でラツィオへ完全移籍となった。
2010年3月14日のASバーリ戦で左足腓骨を骨折し、残りのシーズンを棒に振る。翌シーズンはレデスマやクリスティアン・ブロッキの控えとなった。2011年3月19日のACチェゼーナ戦において、相手MFルイス・ヒメネスを暴行し4試合の出場停止処分を受けた。
2012年3月29日、先の移籍金支払いが遅滞した場合の出場停止を可能としたCASの裁定がスイス連邦最高裁判所によって棄却された。
2011-12シーズンを終えるとブラジルへ帰国したが、クラブと音信不通になるというトラブルを起こす。
2013年1月、レンタルでジェノアCFCへ加入。シーズン終了後にはラツィオを退団しフリートランスファーでジェノアと契約した。翌年7月1日にクラブとの契約を解除することで合意した。
同月4日、セリエBのボローニャFCに加入。レギュラーとしてプレーしクラブのセリエA昇格に貢献した。
ボローニャ退団後の2015年9月18日、エラス・ヴェローナFCと1年契約を結んだ。

### キャリア晩年
2016年1月20日、北米サッカーリーグへ新たに参入するマイアミFCと契約した。
同年5月にアメリカを去ると、12月5日にセリエDのモンテロージFCへ加入することが発表された。2018年1月7日に行われたカルチョ・フラミニア・チヴィタ・カステッラーナとのリーグ戦で審判を殴打し、3か月間の出場停止処分が科された。
2017-18シーズン限りで現役を引退。9月27日にUEFAのA級コーチライセンスを取得した。

## 代表歴
1997年9月のFIFA U-17世界選手権にブラジル代表として出場し、6試合で3得点を記録。ガーナとの決勝でもゴールを決め、ブラジルが優勝する原動力となった。世代別の代表としては、1999年のFIFAワールドユース選手権にも出場している。

## タイトル

### クラブ
ECヴィトーリア
- コパ・ド・ノルデスチ（英語版）: 1997, 1999

シャフタール
- ウクライナ・プレミアリーグ : 2004-05, 2005-06

ラツィオ
- コッパ・イタリア : 2008-09
- スーペルコッパ・イタリアーナ : 2009

### 代表
ブラジル U-17
- FIFA U-17世界選手権 : 1997